# Seznam dílů seriálu Hodně štěstí, Charlie
Toto je seznam dílů seriálu Hodně štěstí, Charlie. Americký rodinný seriál Hodně štěstí, Charlie je vysílán na Disney Channel. Seriál měl premiéru 4. dubna 2010 v USA a 5. června 2010 v Česku. Seriál sleduje Teddy Duncanovou (Bridgit Mendler), která pro svou mladší sestru Charlie (Mia Talerico) natáčí videodeník o své rodině. Videodeníky mají pomoci Charlie vyrůst v jejich rodině. V seriálu dále hrají Jason Dolley jako PJ, Bradley Steven Perry jako Gabe, Leigh-Allyn Baker a Eric Allan Kramer jako Amy a Bob Duncanovi.

## Přehled řad
| Řada | Díly | Premiéra v USA   | Premiéra v USA     | Premiéra v ČR (Disney) | Premiéra v ČR (Disney) | Premiéra v ČR (ČT:D) | Premiéra v ČR (ČT:D) |
| Řada | Díly | První díl        | Poslední díl       | První díl              | Poslední díl           | První díl            | Poslední díl         |
| ---- | ---- | ---------------- | ------------------ | ---------------------- | ---------------------- | -------------------- | -------------------- |
| 1    | 26   | 4. dubna 2010    | 30. ledna 2011     | 5. června 2010         | 14. června 2011        | 3. února 2014        | 10. března 2014      |
| 2    | 30   | 20. února 2011   | 27. listopadu 2011 | 10. září 2011          | 24. listopadu 2012     | 11. března 2014      | 21. dubna 2014       |
| Film | Film | 2. prosince 2011 | 2. prosince 2011   | 17. prosince 2011      | 17. prosince 2011      | 29. prosince 2014    | 29. prosince 2014    |
| 3    | 23   | 6. května 2012   | 20. ledna 2013     | 12. ledna 2013         | 30. října 2013         | 24. března 2015      | 23. dubna 2015       |
| 4    | 21   | 28. dubna 2013   | 16. února 2014     | 10. listopadu 2013     | 24. srpna 2014         | 24. dubna 2015       | 22. května 2015      |

## Seznam dílů

### První řada (2010/11)
| Č. v seriálu | Č. v řadě | Název                          | Český název                   | Režie            | Scénář                          | Premiéra v USA     | Premiéra v ČR     | Prod. kód |
| ------------ | --------- | ------------------------------ | ----------------------------- | ---------------- | ------------------------------- | ------------------ | ----------------- | --------- |
| 1            | 1         | Study Date                     | Rande                         | Shelley Jensen   | Phil Baker, Drew Vaupen         | 4. dubna 2010      | 5. června 2010    | 101       |
| 2            | 2         | Baby Come Back                 | Záměna                        | Shelley Jensen   | Dan Staley                      | 11. dubna 2010     | 19. června 2010   | 102       |
| 3            | 3         | The Curious Case of Mr. Dabney | Podivný případ paní Dabneyové | Eric Dean Seaton | Christopher Vane                | 18. dubna 2010     | 14. srpna 2010    | 106       |
| 4            | 4         | Double Whammy                  | První krůčky                  | Eric Dean Seaton | Erika Kaestle, Patrick McCarthy | 25. dubna 2010     | 26. června 2010   | 104       |
| 5            | 5         | Dance Off                      | Souboj na plese               | Eric Dean Seaton | Christopher Vane                | 2. května 2010     | 17. července 2010 | 108       |
| 6            | 6         | Charlie Did It!                | Za všechno může Charlie       | Adam Weissman    | Jim Gerkin                      | 9. května 2010     | 24. července 2010 | 107       |
| 7            | 7         | Butt Dialing Duncans           | Dárky za všechny prachy       | Bob Koherr       | Jim Gerkin                      | 16. května 2010    | 4. prosince 2010  | 118       |
| 8            | 8         | Charlie Is 1                   | První narozeniny              | Adam Weissman    | Andrew Orenstein                | 23. května 2010    | 1. ledna 2011     | 110       |
| 9            | 9         | Up a Tree                      | Na stromě                     | Eric Dean Seaton | Erika Kaestle, Patrick McCarthy | 6. června 2010     | 31. července 2010 | 105       |
| 10           | 10        | Take Mel Out to the Ball Game  | Staré křivdy                  | Eric Dean Seaton | Andrew Orenstein                | 13. června 2010    | 3. července 2010  | 103       |
| 11           | 11        | Boys Meet Girls                | Kluci a holky                 | Eric Dean Seaton | Phil Baker, Drew Vaupen         | 27. června 2010    | 21. srpna 2010    | 109       |
| 12           | 12        | Kit and Kaboodle               | Mimino a Kastrol              | Bob Koherr       | Phil Baker, Drew Vaupen         | 11. července 2010  | 18. prosince 2010 | 111       |
| 13           | 13        | Teddy's Little Helper          | Čtenářský deník               | Bob Koherr       | Michael Fitzpatrick             | 1. srpna 2010      | 25. prosince 2010 | 112       |
| 14           | 14        | Blankie Go Bye-Bye             | Výročí                        | Bob Koherr       | Jim Gerkin                      | 15. srpna 2010     | 28. ledna 2011    | 113       |
| 15           | 15        | Charlie Goes Viral             | Internetová hvězda            | Eric Dean Seaton | Erika Kaestle, Patrick McCarthy | 29. srpna 2010     | 14. února 2011    | 114       |
| 16           | 16        | Duncan's Got Talent            | Duncanovi mají talent         | Eric Dean Seaton | Phil Baker, Drew Vaupen         | 12. září 2010      | 26. února 2011    | 115       |
| 17           | 17        | Kwikki Chick                   | Kviky číča                    | Eric Dean Seaton | Dan Staley                      | 19. září 2010      | 5. února 2011     | 116       |
| 18           | 18        | Charlie in Charge              | Sami doma                     | Bob Koherr       | Phil Baker, Drew Vaupen         | 17. října 2010     | 18. února 2011    | 123       |
| 19           | 19        | Sleepless in Denver            | Denverští spáči               | Adam Weissman    | Jim Gerkin                      | 24. října 2010     | 5. března 2011    | 125       |
| 20           | 20        | Girl Bites Dog                 | Pozor, zlá Charlie            | Eric Dean Seaton | Christopher Vane                | 14. listopadu 2010 | 12. března 2011   | 117       |
| 21           | 21        | Teddy's Broken Heart Club Band | Zlomené srdce                 | Adam Weissman    | Michael Fitzpatrick             | 21. listopadu 2010 | 19. března 2011   | 119       |
| 22           | 22        | Teddy Rebounds                 | Nové známosti                 | Eric Dean Seaton | Phil Baker, Drew Vaupen         | 28. listopadu 2010 | 26. března 2011   | 120       |
| 23           | 23        | Pushing Buttons                | Tlačítka                      | Adam Weissman    | Phil Baker, Drew Vaupen         | 12. prosince 2010  | 21. května 2011   | 124       |
| 24           | 24        | Snow Show (Part 1)             | Ve vzduchu je láska (Část 1)  | Shelley Jensen   | Erika Kaestle, Patrick McCarthy | 16. ledna 2011     | 14. května 2011   | 121       |
| 25           | 25        | Snow Show (Part 2)             | Ve vzduchu je láska (Část 2)  | Joel Zwick       | Christopher Vane                | 23. ledna 2011     | 14. května 2011   | 122       |
| 26           | 26        | Driving Mrs. Dabney            | Řidič paní Dabneyové          | Bob Koherr       | Dan Staley                      | 30. ledna 2011     | 14. června 2011   | 126       |

### Druhá řada (2011)
| Č. v seriálu | Č. v řadě | Název                              | Český název                  | Režie          | Scénář                          | Premiéra v USA     | Premiéra v ČR      | Prod. kód |
| ------------ | --------- | ---------------------------------- | ---------------------------- | -------------- | ------------------------------- | ------------------ | ------------------ | --------- |
| 27           | 1         | Charlie is 2                       | Druhé narozeniny             | Bob Koherr     | Erika Kaestle, Patrick McCarthy | 20. února 2011     | 1. října 2011      | 202       |
| 28           | 2         | Something's Fishy                  | Bez práce nejsou koláče      | Bob Koherr     | Christopher Vane                | 27. února 2011     | 8. října 2011      | 203       |
| 29           | 3         | Let's Potty                        | Nočník                       | Bob Koherr     | Phil Baker, Drew Vaupen         | 6. března 2011     | 24. září 2011      | 201       |
| 30           | 4         | Appy Days                          | Lež má krátké nohy           | Bob Koherr     | Phil Baker, Drew Vaupen         | 13. března 2011    | 13. října 2011     | 208       |
| 31           | 5         | Duncan vs. Duncan                  | Duncanová vs. Duncan         | Tommy Thompson | Dan Staley                      | 20. března 2011    | 10. září 2011      | 204       |
| 32           | 6         | A L.A.R.P. in the Park             | L.A.R.P. v parku             | Bob Koherr     | Ellen Byron, Lissa Kapstrom     | 27. března 2011    | 5. listopadu 2011  | 206       |
| 33           | 7         | Battle of the Bands                | Souboj kapel                 | Bob Koherr     | Tom Anderson                    | 3. dubna 2011      | 15. listopadu 2011 | 209       |
| 34           | 8         | The Singin' Dancin' Duncans        | Soutěž talentů               | Bob Koherr     | Jim Gerkin                      | 10. dubna 2011     | 10. září 2011      | 205       |
| 35           | 9         | Teddy's Bear                       | Máma tygřice                 | Bob Koherr     | Christopher Vane                | 17. dubna 2011     | 10. prosince 2011  | 210       |
| 36           | 10        | Meet the Parents                   | Seznámení s rodiči           | Bob Koherr     | Erika Kaestle, Patrick McCarthy | 1. května 2011     | 31. prosince 2011  | 211       |
| 37           | 11        | Gabe's 12-½ Birthday               | Gabeovy poloviční narozeniny | Bob Koherr     | Jim Gerkin                      | 8. května 2011     | 7. ledna 2012      | 212       |
| 38           | 12        | The Break Up                       | Rozchod                      | Bob Koherr     | Phil Baker, Drew Vaupen         | 15. května 2011    | 28. ledna 2012     | 213       |
| 39           | 13        | Charlie Shakes It Up               | Na parket, Charlie           | Joel Zwick     | Christopher Vane                | 5. června 2011     | 14. ledna 2012     | 215       |
| 40           | 14        | Baby's New Shoes                   | Nové botičky                 | Bob Koherr     | Ellen Byron, Lissa Kapstrom     | 12. června 2011    | 11. února 2012     | 207       |
| 41           | 15        | Bye Bye Video Diary                | Konec videodeníčku           | Phill Lewis    | Erika Kaestle, Patrick McCarthy | 19. června 2011    | 25. února 2012     | 216       |
| 42           | 16        | Monkey Business                    | Opičárny                     | Bob Koherr     | Dan Staley                      | 26. června 2011    | 3. března 2012     | 214       |
| 43           | 17        | PJ in the City                     | PJ ve městě                  | Bob Koherr     | Phil Baker, Drew Vaupen         | 10. července 2011  | 15. března 2012    | 219       |
| 44           | 18        | Sun Show (Part 1)                  | Havaj (Část 1)               | Bob Koherr     | Christopher Vane                | 24. července 2011  | 21. dubna 2012     | 221       |
| 45           | 19        | Sun Show (Part 2)                  | Havaj (Část 2)               | Bob Koherr     | Erika Kaestle, Patrick McCarthy | 31. července 2011  | 28. dubna 2012     | 222       |
| 46           | 20        | Amazing Gracie                     | Teddy má auto                | Bob Koherr     | Jim Gerkin                      | 7. srpna 2011      | 26. května 2012    | 217       |
| 47           | 21        | Termite Queen                      | Termití královna             | Bob Koherr     | Dan Staley                      | 21. srpna 2011     | 2. června 2012     | 220       |
| 48           | 22        | The Bob Duncan Experience          | Kapela Boba Duncana          | Bob Koherr     | Samantha Silver                 | 28. srpna 2011     | 23. června 2012    | 218       |
| 49           | 23        | Ditch Day                          | Za školou                    | Phill Lewis    | Christopher Vane                | 11. září 2011      | 30. června 2012    | 225       |
| 50           | 24        | Alley Oops                         | Výhra není všechno           | Tommy Thompson | Jim Gerkin                      | 25. září 2011      | 14. července 2012  | 223       |
| 51           | 25        | Scary Had a Little Lamb            | Halloween                    | Shannon Flynn  | Phil Baker, Drew Vaupen         | 9. října 2011      | 29. října 2011     | 224       |
| 52           | 26        | Return to Super Adventure Land     | Návrat do země dobrodružství | Bob Koherr     | Erika Kaestle, Patrick McCarthy | 23. října 2011     | 21. července 2012  | 227       |
| 53           | 27        | Can You Keep a Secret?             | Umíš udržet tajemství?       | Bob Koherr     | Phil Baker, Drew Vaupen         | 6. listopadu 2011  | 18. srpna 2012     | 230       |
| 54           | 28        | Story Time                         | Spisovatelky                 | Phill Lewis    | Aaron Ho                        | 13. listopadu 2011 | 25. srpna 2012     | 226       |
| 55           | 29        | It's a Charlie Duncan Thanksgiving | Den Díkuvzdání               | Bob Koherr     | Jim Gerkin                      | 20. listopadu 2011 | 11. září 2012      | 228       |
| 56           | 30        | Teddy on Ice                       | Teddy na ledě                | Bob Koherr     | Dan Staley                      | 27. listopadu 2011 | 24. listopadu 2012 | 229       |

### Film
| Název                              | Český název                               | Režie          | Scénář       | Premiéra v USA   | Premiéra v ČR     |
| ---------------------------------- | ----------------------------------------- | -------------- | ------------ | ---------------- | ----------------- |
| Good Luck Charlie, It's Christmas! | Hodně štěstí, Charlie: Film o velké cestě | Arlene Sanford | Geoff Rodkey | 2. prosince 2011 | 17. prosince 2011 |

### Třetí řada (2012/13)
Ve třetí řadě se poprvé objevil nový člen Duncanovic rodiny - Tobby Duncan. Jeho jméno bylo vybráno diváky po celém světě, pomocí on-line hlasování na oficiálních stránkách seriálu v každé zemi, kde Disney Channel seriál vysílá. Součástí řady byl natočen i zcela první vánoční díl toho to seriálu.
| Č. v seriálu | Č. v řadě | Název                 | Český název                | Režie             | Scénář                              | Premiéra v USA     | Premiéra v ČR   | Prod. kód |
| ------------ | --------- | --------------------- | -------------------------- | ----------------- | ----------------------------------- | ------------------ | --------------- | --------- |
| 57           | 1         | Make Room for Baby    | Bude nás víc               | Bob Koherr        | Phil Baker, Drew Vaupen             | 6. května 2012     | 12. ledna 2013  | 301       |
| 58           | 2         | Bad Luck Teddy        | Teddy nosí smůlu           | Bob Koherr        | Christopher Vane                    | 6. května 2012     | 12. ledna 2013  | 302       |
| 59           | 3         | Amy Needs a Shower    | Párty pro Amy              | Bob Koherr        | Erika Kaestle, Patrick McCarthy     | 13. května 2012    | 19. ledna 2013  | 303       |
| 60           | 4         | Dress Mess            | Šaty na ples               | Bob Koherr        | Jim Gerkin                          | 13. května 2012    | 26. ledna 2013  | 304       |
| 61           | 5         | Catch Me If You Can   | Chyť mě, jestli to dokážeš | Bob Koherr        | Christopher Vane                    | 20. května 2012    | 2. února 2013   | 307       |
| 62           | 6         | Name That Baby        | Jméno pro miminko          | Phill Lewis       | Erika Kaestle, Patrick McCarthy     | 15. června 2012    | 16. února 2013  | 308       |
| 63-64        | 7-8       | Special Delivery      | Slavný den                 | Bob Koherr        | Dan Staley, Phil Baker, Drew Vaupen | 24. června 2012    | 9. března 2013  | 305–306   |
| 65           | 9         | Welcome Home          | Vítej doma                 | Phill Lewis       | Jim Gerkin                          | 1. července 2012   | 23. března 2013 | 309       |
| 66           | 10        | Baby's First Vacation | První dovolená s miminkem  | Shannon Flynn     | Dan Staley                          | 15. července 2012  | 6. dubna 2013   | 310       |
| 67           | 11        | Wentz's Weather Girls | Wentzovy rosničky          | Eric Allan Kramer | Phil Baker, Drew Vaupen             | 29. července 2012  | 20. dubna 2013  | 311       |
| 68           | 12        | Baby Steps            | Nové krůčky                | Bob Koherr        | Tom Anderson                        | 12. srpna 2012     | 5. května 2013  | 312       |
| 69           | 13        | T. Wrecks             | Týmová hra                 | Tommy Thompson    | Daniel Hsia                         | 26. srpna 2012     | 18. května 2013 | 313       |
| 70           | 14        | Teddy and the Bambino | Teddy hlídá miminko        | Bob Koherr        | Christopher Vane                    | 16. září 2012      | 8. června 2013  | 314       |
| 71           | 15        | Team Mom              | Máti týmu                  | Bob Koherr        | Erika Kaestle, Patrick McCarthy     | 23. září 2012      | 7. září 2013    | 315       |
| 72           | 16        | Le Halloween          | Halloween po francouzsku   | Bob Koherr        | Dan Staley                          | 7. října 2012      | 23. října 2013  | 318       |
| 73           | 17        | Guys & Dolls          | Kluci a panenky            | Bob Koherr        | Jim Gerkin                          | 14. října 2012     | 14. září 2013   | 316       |
| 74           | 18        | Nurse Blankenhooper   | Školní zdravotnice         | Bob Koherr        | Phil Baker, Drew Vaupen             | 28. října 2012     | 22. října 2013  | 317       |
| 75           | 19        | Charlie Whisperer     | Lodivod Charlie            | Leigh-Allyn Baker | Jonah Kuehner, Bo Belanger          | 4. listopadu 2012  | 21. září 2013   | 319       |
| 76           | 20        | Study Buddy           | Doučování                  | Tommy Thompson    | Erika Kaestle, Patrick McCarthy     | 11. listopadu 2012 | 28. září 2013   | 321       |
| 77           | 21        | A Duncan Christmas    | Vánoce u Duncanů           | Bob Koherr        | Christopher Vane                    | 2. prosince 2012   | 30. října 2013  | 320       |
| 78-79        | 22-23     | All Fall Down         | Všechno se rozpadá         | Bob Koherr        | Dan Staley, Phil Baker, Drew Vaupen | 20. ledna 2013     | 6. října 2013   | 322–323   |

### Čtvrtá řada (2013/14)
Čtvrtá řada měla v USA premiéru 28. dubna 2013 se speciálním vystoupením Muppetů. Luke Benward si zde zahraje v šesti dílech jako Beau, Benward a Jason Dolley již spolu jednou spolupracovali a to na Disney Channel původním filmu Minuteman. Logan Moreau bude jako hostující hvězda Tobby Duncan po celou čtvrtou řadu. Ava Sambora (dcera Heather Locklear a Richie Sambora) si zahrála starší Charlie v díle „Drama z budoucnosti.“ Dne 11. června 2013 bylo oficiálně potvrzeno, že se jedná o poslední řadu. O pár dní později, 20. června 2013 bylo oznámeno, že v jednom z posledních dílů se objeví lesbický pár, což bude zároveň první díl s odkazem na homosexualitu v seriálech od Disney Channel. Tento díl byl odvysílán na ČT:D 19. května 2015.
| Č. v seriálu | Č. v řadě | Název                           | Český název                               | Režie             | Scénář                              | Premiéra v USA     | Premiéra v ČR      | Prod. kód |
| ------------ | --------- | ------------------------------- | ----------------------------------------- | ----------------- | ----------------------------------- | ------------------ | ------------------ | --------- |
| 80           | 1         | Duncan Dream House              | Dům snů                                   | Bob Koherr        | Phil Baker, Drew Vaupen             | 28. dubna 2013     | 10. listopadu 2013 | 401       |
| 81           | 2         | Doppel Date                     | Rande s dvojníkem                         | Bob Koherr        | Patrick McCarthy, Erika Kaestle     | 5. května 2013     | 17. listopadu 2013 | 402       |
| 82           | 3         | Demolition Dabney               | Rande pro tři                             | Bob Koherr        | Christopher Vane                    | 12. května 2013    | 24. listopadu 2013 | 403       |
| 83           | 4         | Go Teddy!                       | Teddy roztleskávačkou                     | Bob Koherr        | Jim Gerkin                          | 19. května 2013    | 1. prosince 2013   | 404       |
| 84           | 5         | Rock Enroll                     | Rock a Bob                                | Bob Koherr        | Phil Baker, Drew Vaupen             | 2. června 2013     | 15. prosince 2013  | 405       |
| 85           | 6         | The Unusual Suspects            | Obvyklý podezřelý                         | Tommy Thompson    | Tom Anderson                        | 8. června 2013     | 29. prosince 2013  | 406       |
| 86           | 7         | Rat-A-Teddy                     | Teddy a krysa                             | Eric Allan Kramer | Erika Kaestle, Patrick McCarthy     | 23. června 2013    | 2. února 2014      | 407       |
| 87           | 8         | Charlie 4, Toby 1               | Charlie sdílí narozeniny                  | Bruce Leddy       | Annie Levine, Jonathan Emerson      | 14. července 2013  | 9. února 2014      | 409       |
| 88           | 9         | Futuredrama                     | Drama z budoucnosti                       | Bruce Leddy       | Erika Kaestle, Patrick McCarthy     | 28. července 2013  | 8. prosince 2013   | 414       |
| 89           | 10        | Teddy's New Beau                | Teddy jde na nerande                      | Bruce Leddy       | Christopher Vane                    | 4. srpna 2013      | 16. února 2014     | 410       |
| 90           | 11        | Teddy's Choice                  | Narozeninová překvapení                   | Bob Koherr        | Jim Gerkin                          | 11. srpna 2013     | 23. února 2014     | 411       |
| 91           | 12        | Bug Prom                        | Brouččí ples                              | Bob Koherr        | Phil Baker, Drew Vaupen             | 15. září 2013      | 2. března 2014     | 412       |
| 92           | 13        | Weekend in Vegas                | Víkend v Las Vegas                        | Phill Lewis       | Jim Gerkin                          | 22. září 2013      | 23. března 2014    | 416       |
| 93           | 14        | Fright Night                    | Duncanovic dýně                           | Bob Koherr        | Christopher Vane                    | 6. října 2013      | 20. dubna 2014     | 415       |
| 94           | 15        | Sister, Sister                  | Sesterské spory                           | Bob Koherr        | Dan Staley                          | 13. října 2013     | 27. dubna 2014     | 408       |
| 95           | 16        | Bob's Beau-Be-Gone              | Bob, Beau a brouci                        | Leigh-Allyn Baker | Tom Anderson                        | 10. listopadu 2013 | 9. března 2014     | 413       |
| 96           | 17        | Good Luck Jessie: NYC Christmas | Hodně štěstí, Jessie: Vánoce v New Yourku | Phill Lewis       | Bo Belanger, Jonah Kuehner          | 29. listopadu 2013 | 3. srpna 2014      | 418       |
| 97           | 18        | Accepted                        | Přijetí                                   | Bob Koherr        | Gigi M. Green                       | 19. ledna 2014     | 10. srpna 2014     | 417       |
| 98           | 19        | Down a Tree                     | Velké stěhování                           | Erika Kaestle     | Dan Staley                          | 26. ledna 2014     | 19. května 2015    | 419       |
| 99-100       | 20-21     | Good Bye Charlie                | Hodně štěstí Teddy                        | Bob Koherr        | Phil Baker, Drew Vaupen, Dan Staley | 16. února 2014     | 24. srpna 2014     | 420–421   |